# Londoni metró

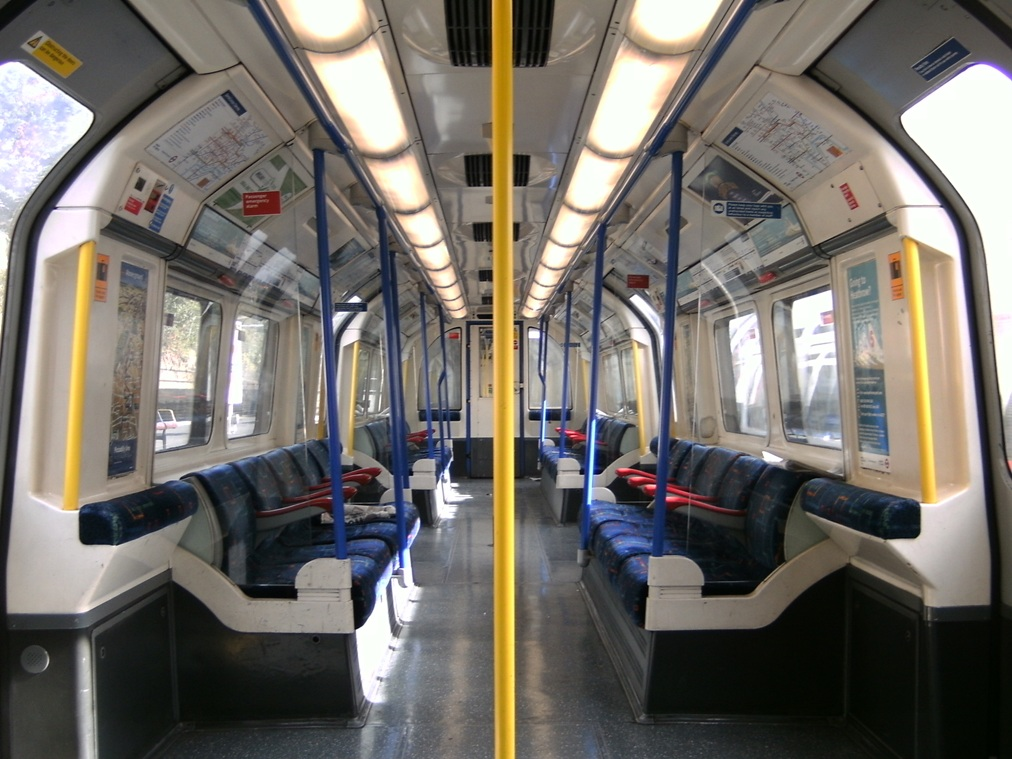
Metrókocsi belső tere (Piccadilly line)

A londoni metró (angolul London Underground) az angliai Nagy-Londont és néhány szomszédos területet (Essex, Hertfordshire és Buckinghamshire) tizenegy vonallal kiszolgáló, teljesen villamosított metrórendszer. Ez a világ legidősebb metrója, és a legnagyobb a vonalak teljes hosszúsága szerint. 1863. január 10-én nyitották meg Metropolitan Railway néven, akkor még csak két vonallal (ezek nagy része ma a Hammersmith & City line részét képezi). Annak ellenére, hogy angol nevének jelentése „londoni földalatti”, a hálózat 55%-a a földfelszín felett halad. A helyi lakosok a metrót the Tube ("cső") néven emlegetik az alagutak henger alakú formája miatt.
A metró 268 állomást szolgál ki, és több mint 400 kilométeres pályán futnak a szerelvények. 2005–2006-ban 971 millió utas, 2006-2007-ben pedig a metró történetében először több mint egy milliárd ember utazott a londoni földalattin, ezzel Európa harmadik legforgalmasabb metróhálózata a párizsi és a moszkvai mögött. 2007 márciusában naponta átlagosan 3 millióan használták a hálózatot, ez a szám hétköznap elérte a 3,4 millió főt.
2003 óta a londoni metrót a Transport for London (röviden TfL) működteti. A korábbi London Underground Limited a London Regional Transportnak volt a leányvállalata.

## Története

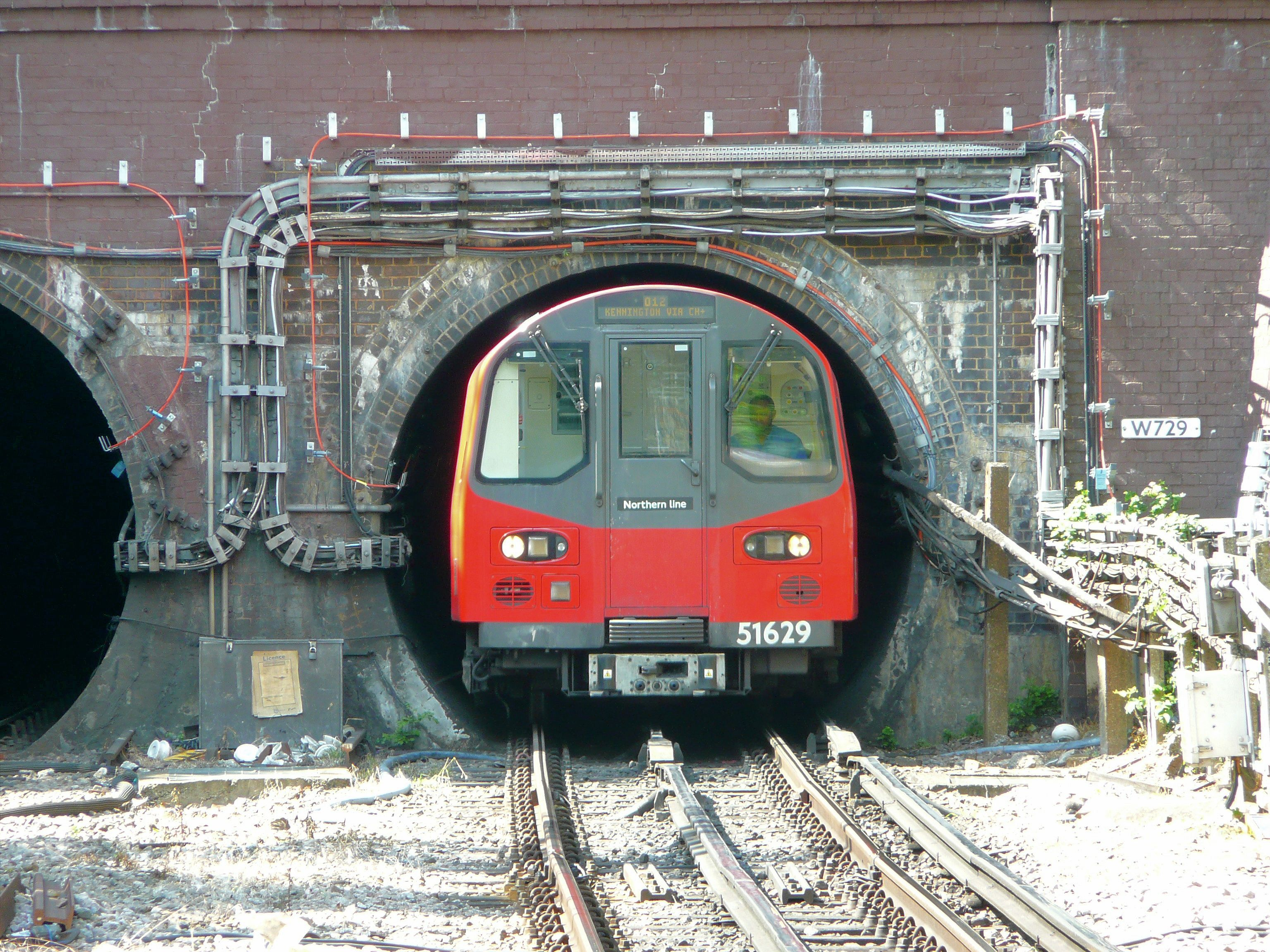
A földalatti henger formájú alagútja a Northern line metróvonalon

A vasútépítés az Egyesült Királyságban a 19. század elején vette kezdetét. 1854-re hat különböző pályaudvar készült el közvetlenül a belváros peremén: London Bridge, Euston, Paddington, King’s Cross, Bishopsgate és a Waterloo. Ekkor a Fenchurch Street pályaudvar az akkori City of London területén helyezkedett el. A közúti forgalom jelentősen megnövekedett a város környékén részben azért, mert a vonattal közlekedő utasok közúton folytatták az utazásukat a város központjába. Az ötlet, mely szerint földalatti vasúttal volna célszerű összekötni a City of London körzetét a jelentősebb pályaudvarokkal már az 1830-as években megszületett, azonban azt nem vették fontolóra egészen az 1850-es évekig, amikor is úgy gondolták, hogy megoldást jelenthet a megemelkedett közúti forgalom problémájára.
1854-ben a parlament elfogadott egy törvényt, mely kezdeményezte egy földalatti vasútvonal építését a Paddington pályaudvar és a Farringdon Street között a King’s Cross pályaudvar érintésével. Ezt hívták Metropolitan Railwaynek. A Great Western Railway (GWR) vasúttársaság adta a tőkét a projekthez. Megállapodtak, hogy a vasútvonalba beiktatnak egy olyan elágazást, amely közvetlen kapcsolatot teremt a Paddington pályaudvarral, a GWR fővonalának londoni végállomásával. A vasúttársaság beleegyezett abba is, hogy az új földalatti vasúthoz speciális szerelvényeket tervezzenek.
Financiális okok miatt az építkezések éveket késtek. A tény, hogy egyáltalán a projekt elkezdődött lényegében Charles Pearson közbenjárásának köszönhető, aki akkor a City of London Corporation ügyvédje volt. Több éven át támogatta a földalatti vasút megépítésének gondolatát: azt javasolta, hogy a belváros – higiéniai körülményeiben aggályos – nyomornegyedeit fel kell számolni, a lakóknak új életteret létrehozni a város szélén, ahová az újonnan kiépített vasútvonal biztosítaná az összeköttetést munkahelyeiktől, azaz a belvárostól. Noha soha nem vett részt közvetlenül a Metropolitan Railway működtetésében, mégis neki tulajdonítják annak megszületését, mint aki elsőként megálmodta a koncepciót. 1859-ben Personnak sikerült meggyőznie a City of London Corporation-t a tervek anyagi támogatásában, így 1860-ban a munkálatok megkezdődtek John Fowler főmérnök felügyeletében.
Pearson még az építkezések befejezése előtt meghalt.
1863. január 10-én a Metropolitan Railway megnyílt az utazóközönség előtt. Néhány hónap leforgása alatt a naponta szállított utasok száma elérte a 26 000 főt. A Hammersmith and City Railway vonal 1864-ben nyílt meg Hammersmith kerület és a Paddington pályaudvar között. Az üzemeltetés kezdetben a GWR feladata volt Hammersmith és a Farringdon Street között. 1865 áprilistól az üzemeltetést a Metropolitan vette át. 1865. december 23-án megnyílt a Metropolitan Moorgate Street-ig tartó keleti vonalszakasza. Még ebben az évtizedben további szakaszokat nyitottak meg a Swiss Cottage, South Kensington és Addison Road, valamint Kensington (ma Kensington Olympia) állomásokig.
A földalatti kezdetben dupla nyomtávú volt, amely lehetővé tette, hogy GWR társaság széles nyomtávú szerelvényei, valamint a sokkal szélesebb körben használt standard nyomtávú szerelvények is közlekedhessenek. A GWR-rel való érdekellentétek később a Metropolitan társaságot arra késztették, hogy átállítsa a közlekedést standard nyomtávúra, miután 1863-ban a GWR megszüntette a teherszállítást a vonalakon. Később a nézeteltéréseket sikerült rendezniük, azonban a széles nyomtávot felszámolták a hálózat teljes hosszán.
1868. december 24-én a Metropolitan District Railway társaság megnyitotta a vonalát Westminster és South Kensington között, melyen a Metropolitan Railways szerelvényei üzemeltek. A vállalatot (amely később csak District néven vált ismertté) 1864-ben azzal a céllal hozták létre, hogy megvalósítsa London körül a tervezett Inner Circle-t (Belső körvonal) összekötve a Metropolitan vonallal. Ez annak a tervnek volt része, amely az Inner Circle, valamint az Outer Circle (Külső körvonal) létrehozását tartalmazta.
Később heves rivalizálás alakult ki a két társaság, jelesül a District és a Metropolitan között. Mindez jelentős késedelmet okozott az Inner Circle projekt haladásában, hiszen mindkét társaság azzal volt elfoglalva, hogy hatékonyabb, illetve nyereségesebb vonalakat létesítsenek London külvárosi övezetében. A London and North Western Railway (LNWR) társaság 1872-ben kezdte működtetni vonatait az Outer Circle részeként a Broad Street és Mansion House között a Willesden Junction, Addison Road és Earl’s Court érintésével. Az Inner Circle építése egészen 1884-ig húzódott a Metropolitan és District vonalak közös működtetésével. Eközben a District befejezte a vonalszakaszát West Brompton és Blackfriars között átszállási lehetőséggel a Metropolitan vonalra South Kensington állomásnál.
1877-ben megnyitotta a vonalát Hammersmith és Richmond között egy, a London and South Western Railway (LSWR) társaság által eredetileg 1869-ben épített pályáján. Később újabb vonalszakaszt nyitott meg Turnham Green és Ealing között 1879-ben, amit kibővített Fulhamig 1880-ban a West Brompton szakasz részeként. Ugyanebben az évtizedben a Metropolitan vonalat meghosszabbították Harrow-on-the-Hill állomásig északnyugaton.

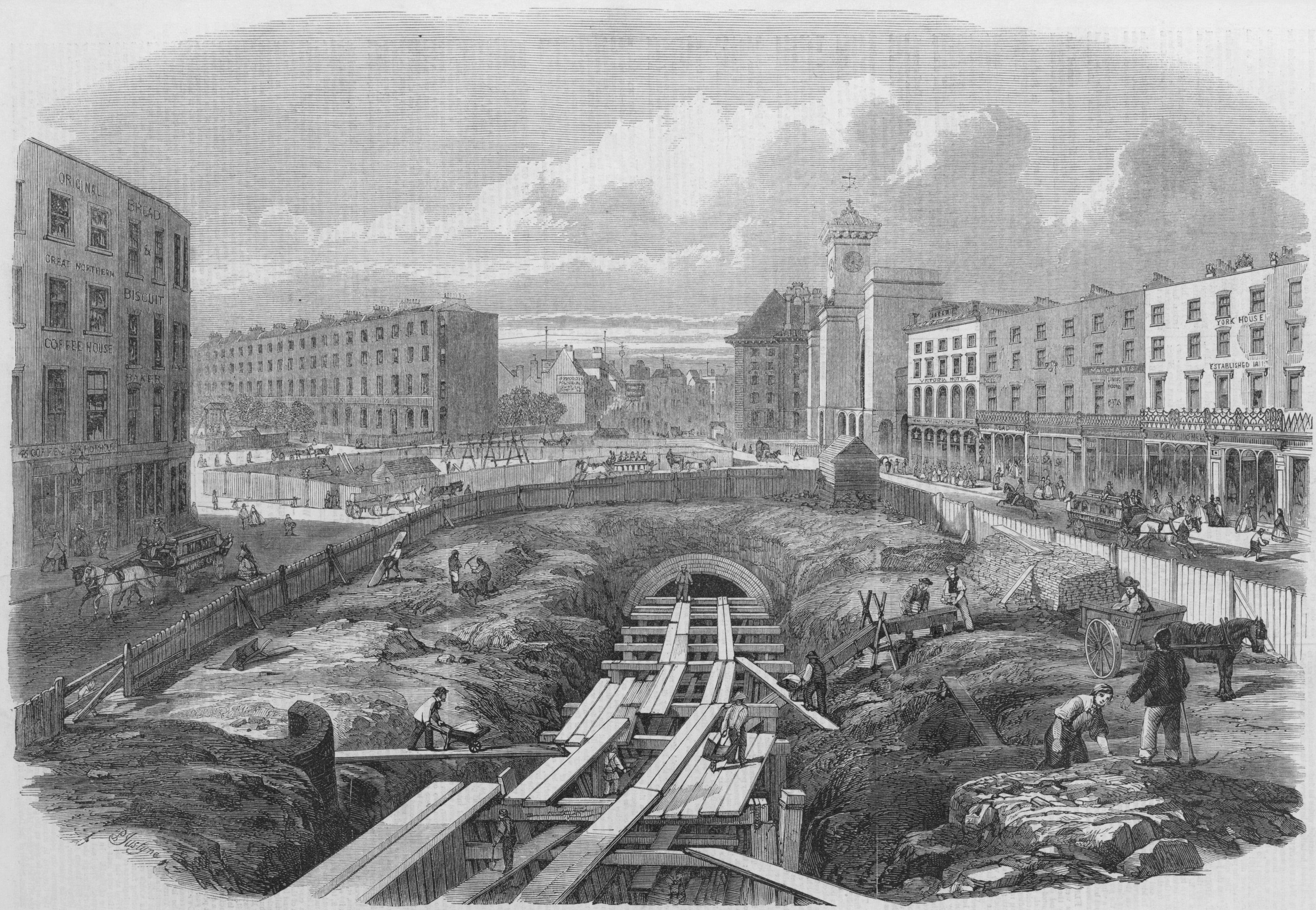
A földalatti munkálatai a King's Cross pályaudvar közelében (Metropolitan)

Az eredeti alagutakat az úgynevezett „cut-and-cover” módszerrel építették (a felszíni talaj kiásását követően a keletkezett vájatot befedték, mint a budapesti Millenniumi Földalatti esetén is). Ez a módszer azonban nagy felfordulást okozott, hiszen a vonal mentén álló felszíni épületeket le kellett bontani. Az első vonatok gőzmozdony vontatásúak voltak, ami megkövetelte a hatékony szellőzést (füstelvezetés) a felszín felé. A vonal bizonyos pontjain kialakított szellőzőnyílások lehetővé tették a nagy teljesítményű ventilátoroknak, hogy az alagútból kifújt füstöt a felszínre juttassák, helyére pedig friss levegőt pumpáljanak. Egy ilyen szellőzőnyílás áll ma a Leinster Gardens utca 22. szám (W2, Bayswater negyed) alatt. Hogy az utca megőrizze a patinás jellegét, egy másfél méter vastag beton homlokzatot kapott a szellőzőnyílás, amely ránézésre egy átlagos utcabeli ház (az ablakokat szürkére festették, a főbejárat pedig csak álca).

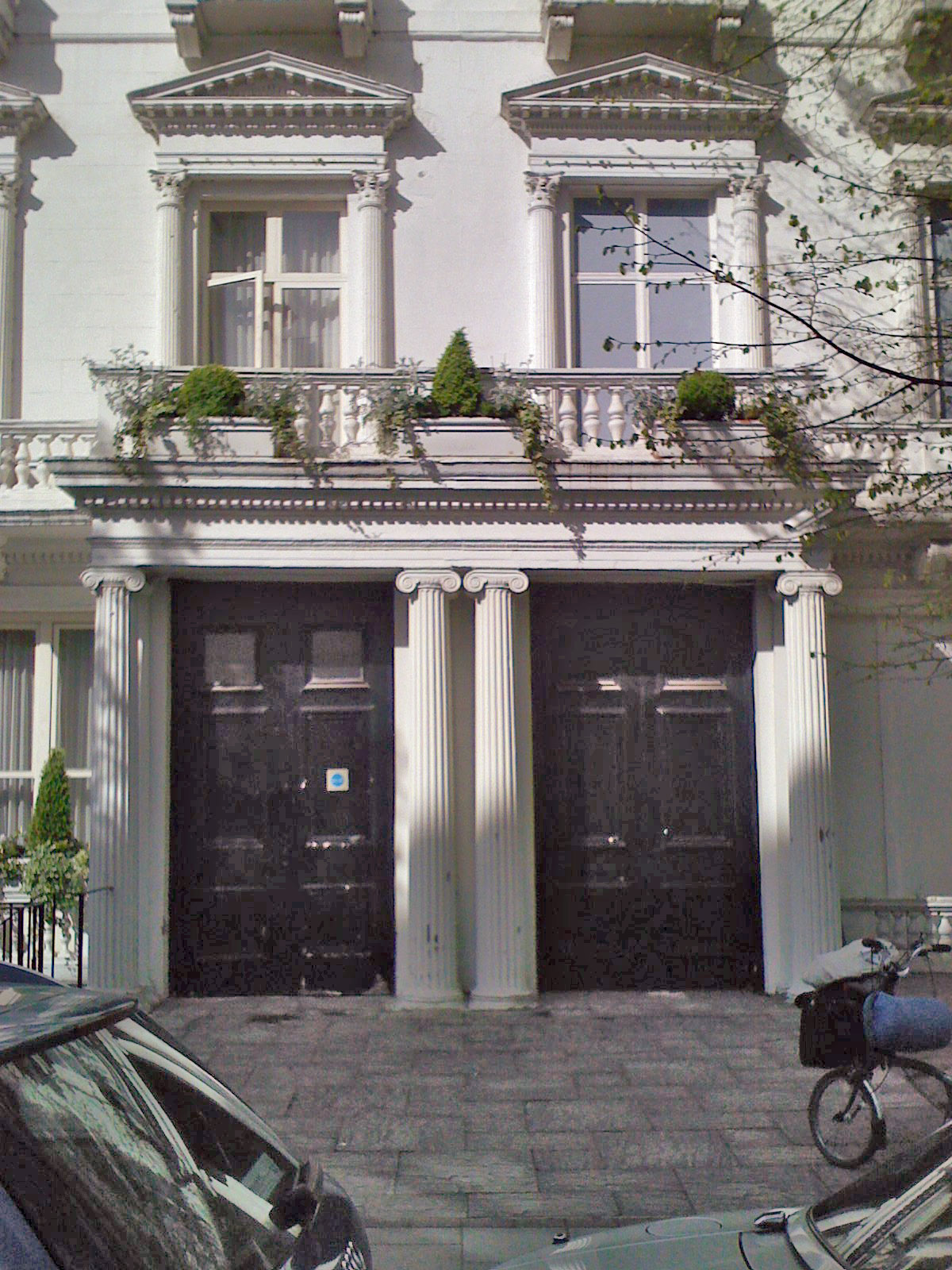
Az épület bal oldala valódi, a jobb festett szellőző

1869. december 7-én a London, Brighton and South Coast Railway társaság (LB&SCR) megnyitotta vonalát Wapping és New Cross Gate között (East London Railway) a Temze-alagúton át, melyet Marc Brunel tervezett egy forradalmi módszer (az úgynevezett alagútpajzsmódszer) kidolgozásával. Ez az alagút eredetileg 1843-ban a gyalogos forgalom számára épült a Temze alatt, azonban 1865-ben az ELR (hat vasúttársaságot tömörítő konzorcium) megvásárolta és vasúti alagúttá alakította át. 1884-ben a District és Metropolitan vonalak járatokat kezdtek üzemeltetni ezen a vonalon.
Az 1880-as évek végére a földalatti vasútrendszer elérte Chesham-et a Metropolitan vonalon, Hounslow, Wimbledon és Whitechapel-t a District vonalon, és New Cross-t az East London vonalon. A 19. század végére a Metropolitan kiterjesztette a vonalát London határán kívülre Aylesbury, Verney Junction és Brill állomásokig, a vonal mentén új külvárosi övezetek jöttek létre, melyeket Metro-landnek nevezett el később a társaság. Mindemellett egészen az 1930-as évekig a társaság vigyázott arra, hogy neve főként mint vasúti fővonal üzemeltető kerüljön a köztudatba, semmint városi vasút-üzemeltetőé.

### Az első tube-vonalak
Az alagútpajzs (a kiásott alagút belsejében egy védőszerkezetet építettek, amely a beomlás veszélyét csökkentette, amíg a belső végleges burkolat elkészült) előnyeit kihasználva villamosított vonal, valamint mélyfúrású alagút tervek készültek, melyek alapján a földalatti rendszer még tovább bővülhetett. Mindez kevesebb fennakadást okozott, hiszen nem kellett felszíni épületeket elbontani, olcsóbb kivitelezést, valamint kedvezőbb lehetőségeket jelentett a kivitelezőnek a cut-and-cover módszer alkalmazásához képest.

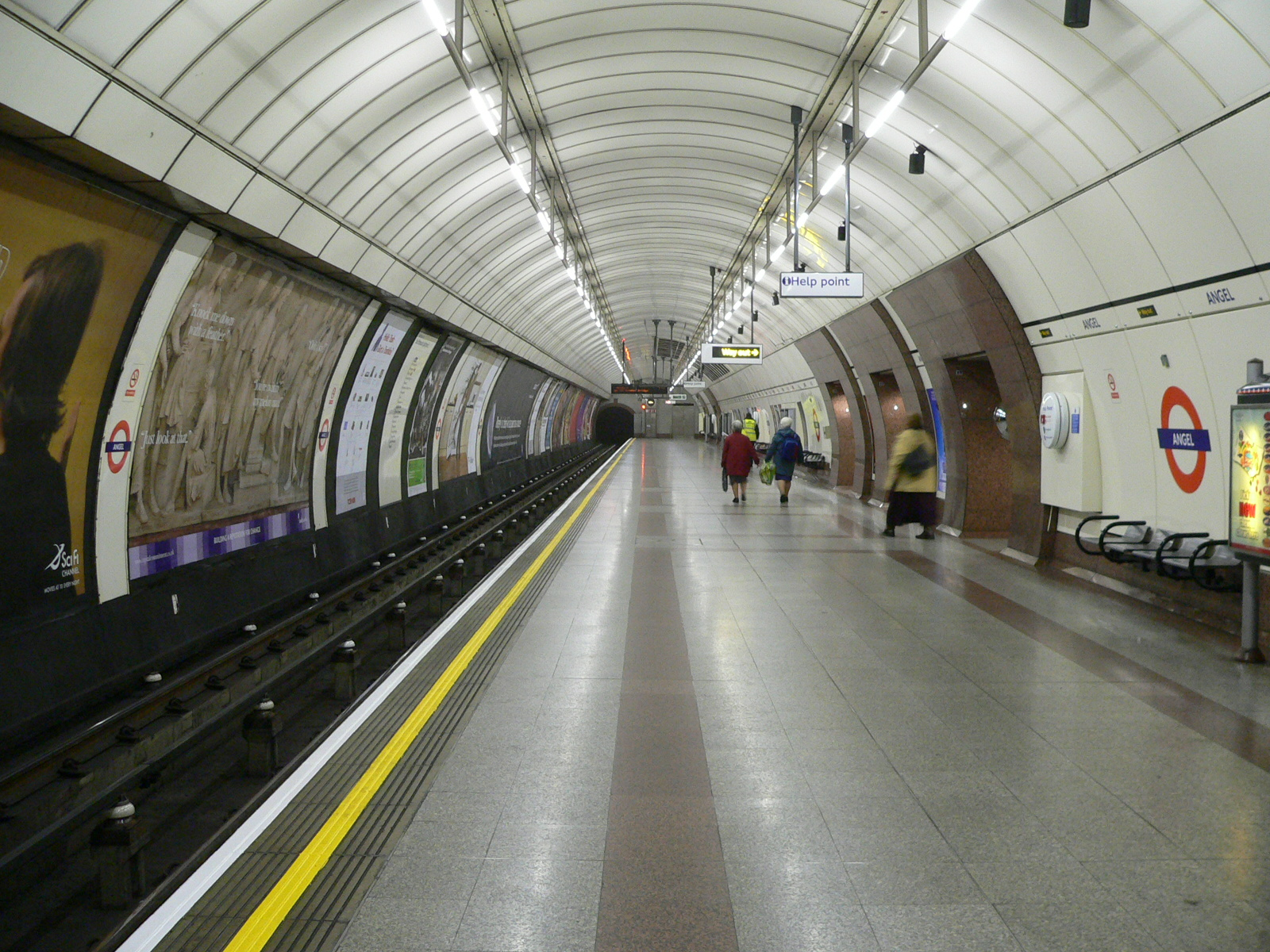
A londoni metró a tube becenevet az alagút csőszerű keresztmetszeti formájáról kapta. A fotó a Northern line Angel állomásán készült

A City and South London Railway (C&SLR, ma a Northern Line része) 1890-ben nyílt meg Stockwell és a – ma már zárt – King William Street állomás között. Ez volt a világ első villamosított, mélyfúrású földalatti vasútja. 1990-re mindkét végét meghosszabbították, délről a Clapham Common-ig, míg északon Moorgate Street-ig. A második ilyen jellegű vonal, a Waterloo and City Railway (W&CR) 1898-ban nyílt meg az utazóközönség előtt.
1900. július 30-án átadták a Central London Railwayt (mai nevén Central line), melyen a szerelvények a Bank megállótól a Shepherd’s Bush megállóig szállítottak utasokat. A Twopenny Tube (kétpennys metró) becenevet kapta egységára és henger alakú alagútja miatt, később a tube (cső) elnevezést a teljes londoni földalatti-hálózatra átültették. Átszállási lehetőség a C&SLR és W&CR vonalak között a Bank megállónál volt. Ezzel egyidejűleg, 1898-ban megkezdődtek a munkálatok a Baker Street & Waterloo Railway vonalon, azonban 18 hónap múlva a kivitelezés leállt, hiszen elfogyott a tőke.

### Integráció
A 20. század elején jelentős elégedetlenséget váltott ki az utasokban az, hogy hat különálló társaság üzemeltette a különböző földalatti vonalakat, sok helyen az utasoknak a földfelszínen kellett gyalogolniuk ahhoz, hogy két vonal között átszálljanak. Az üzemeltetési költségek magasak voltak, emiatt több társaság pénzügyi támogatókat keresett annak érdekében, hogy külvárosi munkásnegyedek felé terjeszkedjenek, illetve hogy a korábbi vonalakat villamosítsák. Ilyen támogató volt Charles Yerkes amerikai iparmágnás, aki támogatása fejében kivívta magának a jogot a Charing Cross, Euston és Hampstead Railway (CCE&HR) megépítésére, melyen a munkákat 1900. október 1-jén megkezdték. Fél évvel később gyakorlatilag átvette a District vonal irányítását, melynek révén létrehozta a Metropolitan District Electric Traction Company (MDET) vállalatot. Ennek révén megszerezte a Great Northern & Strand Railway és a Brompton & Piccadilly Circus Railway vállalatokat 1901 szeptemberében. A munkálatokat a parlament előzetes jóváhagyásával kezdte meg a vonalakon. Később engedélyt kapott a Baker Street & Waterloo Railway vonal megépítésére is 1902 márciusában.
Pár héttel később a vállalatból kivált az Underground Electric Railways of London Company Ltd (UERL, Londoni Földalatti Villamos Vasút Korlátolt Felelősségű Társaság), amelynek tagja volt a három, villamosokat üzemeltető társaság, valamint amely megvásárolta a London General Omnibus Company vállalatot is. Ezáltal létrejött egy olyan vállalat, amely meghatározta a földalatti rendszer építését egészen az 1930-as évekig.
Yerkes pénzügyi támogatásával a District vonal megnyitotta új South Harrow szakaszát, majd később összeköttetést kapott a Metropolitan Uxbridge szakaszával Rayners Lane állomásnál. Ezen a szakaszon a forgalom további hat évig nem indult meg a Metropolitan-nel való nézeteltérések miatt. 1905-re a District és az Inner Circle vonalak villamosítása lezajlott.
1906-ban megnyílt a Baker Street & Waterloo Railway, amelyet később átneveztek Bakerloo vonalra (a két végállomás neveiben található szótagok összeolvasztásával, Baker és Waterloo), majd a vonalat meghosszabbították északon az Edgware Roadig, délen pedig az Elephant & Castle megállóig. Ugyanebben az évben nyílt meg az MDET társaság által megszerzett Great Northern, Piccadilly and Brompton Railway vonal. A lenyűgöző 200 láb (61 méter) mélységű alagútjaiban a Finsbury Parktól Hammersmithig üzemeltette a vonatait és a vonal később kapott egy külön megállós szakaszt Strand néven (ma Aldwych). Ugyanebben az évben (1907) a CCE&HR vállalat megnyitotta Charing Cross és Camden Town között az új vonalát további két északi irányú szakasszal, az egyik Golders Green, a másik pedig Highgate (ma Archway) felé.
A független vállalatok tovább üzemeltek a 20. században. A különálló Great Northern & City Railway új szakaszt nyitott meg 1904-ben a Finsbury Park és Moorgate között. Ez volt egy egyetlen földalatti járat, amelynek alagútátmérője lehetővé tette a normál, fővonali vasúti kocsik üzemeltetését, hiszen eredetileg a vasúti hálózat részeként tervezték. Ugyanakkor a tőke elfogyott és így önálló metróvonal maradt, azaz nem került be a vasúti hálózatba egészen az 1970-es évekig. A C&SLR vonalat kiterjesztették Euston állomásig.
1908 elején a földalatti vasútüzemeltetők megállapodtak, hogy közösen fogják népszerűsíteni a földalatti vasutat „ the Underground” néven annak érdekében, hogy fellendüljön az utasszámuk. Ebből a célból reklámplakátok és ingyenes hirdetési felületnek helyt adó metrótérkép készült. A térkép magyarázata megnevezte a Bakerloo Railway, Central London Railway, a City& South London Railway, a Hampsted Railway, a Metropolitan Railway és a Piccadilly Railway vonalakat. További vonalakat is feltüntettek a térképen, azonban azok kevésbé feltűnő megjelenítésben szerepeltek, többnyire a járat nyomvonala mentén. Ilyen volt például az East London Railway (habár a térkép nem volt elég nagy, hogy a teljes vonal elférjen rajta) és a Waterloo and City Railway. Az integráció részeként a megállókban ekkor került fel először az Underground felirat, valamint elektromos jegykiadó automatákat helyeztek üzembe. 1913-ban készült el Edward Johnston által az azóta is érvényes, London földalatti rendszerének emblémája a piros kör, melyet középen vízszintes kék sáv metsz ketté.

A londoni metró emblémája 1919 óta változatlan

1913. január 1-jén az UERL vállalat további két vonalat kebelezett be, az egyik a C&SLR, a másik a Central London Railway volt. 
Míg a földalatti rendszer tovább terjeszkedett, a Metropolitan vonal a folyamatból különc módon szándékosan kimaradt, hiszen továbbra is klasszikus vasúttársaságként akart a köztudatban élni. 1913-ban ajánlatot tettek a Metropolitan társaságnak a vonal beolvasztására az egységesített földalatti rendszerbe, azonban az ajánlatot nem fogadták el. A társaság – alátámasztva függetlenségét – ugyanebben az évben felvásárolta az anyagi nehézségekkel küzdő Great Northern and City Railway vállalatot.
A Metropolitan a vonal villamosítása mellett döntött. A District és a Metropolitan vállalatok megállapodtak, hogy alacsony feszültségű egyenáramú rendszert használnak az Inner Circle vonalon, ami új az eredeti sínpárral párhuzamos sín lefektetését jelentette az áram vezetése, illetve az elektromos szerelvények meghajtása miatt. 1905-óta elektromos szerelvények közlekedtek az Uxbridge szakaszon egészen a Wembley Park állomásig, ahonnan gőzmozdonyok vitték tovább a vonatot. A Hammersmith & City szakasz villamosítása 1906-ban szintén lezajlott, majd ezt követte az ELR fejlesztése 1913-ban, ugyanabban az évben, amikor azt kibővítették Whitechapel és Shoreditch között.
A londoni metró jellegzetes logója is ebben az időben született, Frank Pick kereskedelmi igazgató Edward Johnston tipográfust kérte fel a jellegzetes logó megalkotására, valamint Johnston nevéhez fűződik társaság által ma is használt betűtípus megalkotása is.
A Grouping Act (Csoportosítási törvény) hatálybalépését követően, 1921-től az összes anyagi nehézséggel küzdő vasúttársaságot négy vállalatba tömörítettek, a Metropolitan vállalat pedig beleegyezett, hogy személyforgalom üzemeljen a vonalán. A Bakerloo vonal Queen’s Park állomásig történő meghosszabbítása 1915-re befejeződött, és két évvel később a vonatok már egészen a Watford Junction megállóig közlekedtek a London and North Western Railway pályáján. Az első világháború miatt a Central vonal kiterjesztése az Ealing Broadway megállóig 1920-ig késett.
Nagyobb fejlesztésnek számított az 1920-as években, hogy egységesítették, illetve kibővítették a CCE&HR és a C&SLR vonalat, és ezzel létrejött a mai Northern Line. 1922 és 1924 között ideiglenes lezárásokra volt szükség a vonalak egységesítése és korszerűsítése miatt. A Golders Green szakaszt meghosszabbították az Edgware állomásig 1924-ben, majd két évvel később a déli végét Morden állomásig. A Metropolitan vonal Watford szakasza 1925-ben nyílt meg, és még ugyanebben az évben a vonal villamosítását Rickmansworthig befejezték. Az utolsó nagyobb munkálatokat 1932-ben fejezték be a vonal Stanmore állomásig történő meghosszabbításával.
1933-ban az egységes metróhálózat része lett a Cockfosters szakasz (a Piccadilly vonal része), így a szerelvények Cockfosters, Uxbridge és Hounslow West között futottak (lényegében a mai Piccadilly vonal, a Heathrow repülőtér és Hounslow közötti három állomás nélkül).

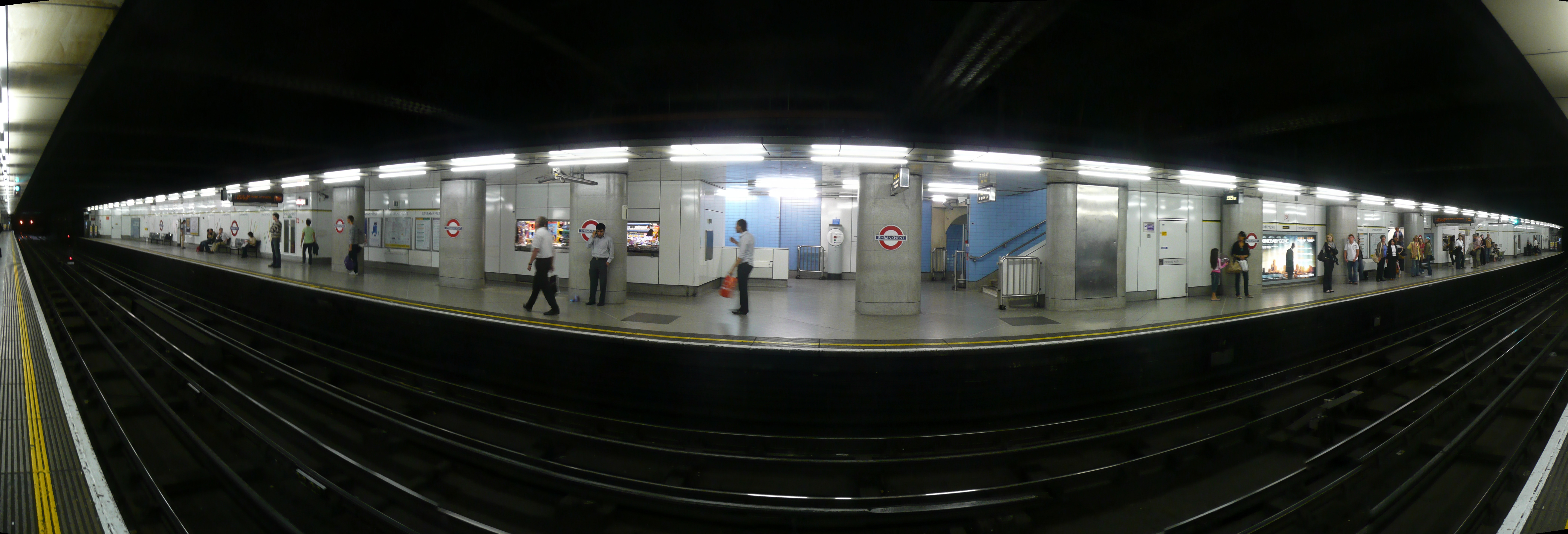
Az Embankment metróállomás a Circle és District közös szakaszán

### London Transport
1933-ban az egységes földalatti hálózat, a Metropolitan vonal és az összes városi, illetve független busz, valamint villamoshálózat egyesült. Ezzel létrejött a London Passenger Transport Board /LPTB/ (Londoni Személyszállítási Testület), egy önálló és önellátó társaság, amely 1933. július 1-jétől kezdte működését, később felvette a London Transport nevet.
Megalakulását követően a vállalat elkezdte egybeolvasztani a különböző metróvonalakat egyetlen hálózatba. Minden vonal saját nevet kapott annak érdekében, hogy megkülönböztethető legyen. Ehhez 1933-ban új térkép készült Harry Beck tervei alapján. A térképen szerepelt a District line, a Bakerloo line, a Piccadilly line, a Edgware, Highgate and Morden Line, a Metropolitan Line, a Great Northern & City Line, az East London line és a Central London Line. Ez a térkép volt az alapja a ma is használatos londoni metró térképnek. A Waterloo & City line nem került fel a térképre, hiszen nem volt az LT része, ekkor azt még a Southern Railway vasút üzemeltette.
A London Transport bejelentette egy nagyszabású átalakítási és korszerűsítési projekt kezdetét New Works Programme (Új munkálatok programja) névvel, ami a Metropolitan vonal fejlesztésének közzétételét követte. Ez a projekt többek között a vonalak kiterjesztésére, az üzemeltetési jogok átvételére a vasúttársaságoktól, valamint a teljes metrórendszer vonalának villamosítására fókuszált. Az 1930-as és ’40-es években a vasútrendszer több szakaszát is átalakították a metrórendszer felszínen futó részévé. A mai metrórendszer legrégebbi szakasza a Central vonalán található Leyton és Loughton között, amely vasúti pályaként épült hét évvel a földalatti megszületése előtt.
A vállalat (LT) időszerűnek látta néhány veszteséges vonalszakasz megszüntetését. A London Passenger Transport Board megalapítását követően a Metropolitan vonalán Verney Junction és Brill között a járatokat végleg leállította. A vonal végállomását áthelyezték Aylesburybe.
A második világháború kitörése a fejlesztési munkálatokat nagyban hátráltatta. Az 1940-es évektől a Blitz művelet miatt nagyon sok metróállomást óvóhelyként használtak légitámadás idején, illetve éjszakánként. A hatóságok eleinte ellenezték az ötletet, illetve igyekeztek megakadályozni ezt, később azonban hálóhelyekkel, latrinákkal és étkezőhelyekkel látták el a helyiségeket. A háború előrehaladtával nyolc londoni mélyépítésű óvóhelyet építettek (mindegyik 8000 fő befogadására volt alkalmas) azonban a terveket úgy készítették, hogy a háborút követően a Northern line új expressz nyomvonalává alakíthassák. Sok állomást (ma többnyire használaton kívüliek) kormányzati irodaként használtak, így például a Down Street adott helyet a Vasúti Vezető Tanácsnak, valamint a War Cabinet (Háborús Tanács) tárgyalások helyszínének is helyt adott egészen addig, amíg a Cabinet War Rooms (a brit kormány földalatti hadműveleti központja) elkészült. Továbbá a Brompton Road állomást rakéta elhárítási irányítóközpontként használták, melynek fennmaradt felszíni épületét ma a Londoni Egyetem (London’s University) Királyi Tengerészeti alakulata használ.
A háború után az LPTB utolsó intézkedéseinek egyike a Central Line fejlesztésének megkezdése volt. A vonal nyugati irányú meghosszabbítása West Ruislip állomásig 1948-ban befejeződött, míg a keleti irányú kiterjesztés Epping állomásig 1949-ben ért véget. Az egyvonalas Epping és Ongar közti szakasz villamosítását 1957-ben fejezték be.

### Államosítás
1948. január 1-jén a London Transport vállalatot a megmaradt négy vasúttársasággal együtt a hivatalban lévő munkáspárti kormány államosította, és működésüket Brit Közlekedési Bizottság (British Transport Comission) felügyelete alá vonta. 
A London Passenger Transport Board feladatait átvette a Londoni Közlekedési Igazgatóság (London Transport Executive). Ezzel az intézkedéssel a londoni metró a történelemben először a kormány felügyelete alá került. Az intézkedés pedig mind ideológiai, mind pedig szükségszerű lépés volt.
A nagy vasúttársaságok az első világháború idején a háborús gazdasági helyzettel voltak kénytelenek megbirkózni, a második világháborút követően pedig a fennmaradt négy társaság a csőd szélére sodródott. A vasút gyors megmentése érdekében az államosítás volt a legészszerűbb lépés, így anyagi segítséget kaptak a háborús károk helyrehozatalához. A British Transport Commission szükségszerűen első helyre rangsorolta a vasútvonalak helyrehozatalát a metrórendszerrel szemben. A New Works Programme befejezetlen munkálatait elnapolták és „fiókba kerültek”. Ugyanakkor a BTC engedélyezte a metrórendszer villamosítását, megoldást kerestek a még üzemelő gőzmozdonyok lecserélésére. A korszerűsítés ezen utolsó fejezete is lezárult amikor a Metropolitan vonalat egészen a Chesham állomásig villamosították 1960-ban.
1961. szeptember 9-én az utolsó gőzmozdonyt is kivonták a londoni metrórendszer személyforgalmából, amikor a Brit Államvasutak átvette az üzemeltetés jogát a Metropolitan vonalon, Amersham és Aylesbury között. Az utolsó tolató-gőzmozdonyt, illetve teherszerelvény-vontatót 1971-ben helyezték használaton kívülre. 1963-ban az LTE feladatait a Londoni Közlekedési Tanács (London Transport Board) vette át, ami közvetlenül a Közlekedési Minisztérium hatásköre alá tartozott.

### Nagy-London Önkormányzati irányítás
1970. január 1-jén a Londoni Közlekedési társaság felügyeleti jogát átvette a Nagy-London Önkormányzat (Greater London Council), ugyanakkor a Londoni Közlekedési Igazgatóság cím jelképesen megmaradt. Ez a fejezet talán a legvitathatóbb a Londoni Közlekedési társaság történelmében, mivel többnyire munkaerő- és pénzhiány jellemezte, ugyanis nem sikerült a kormánytól tőkét szerezni az üzemeltetéshez. 1980-ban a Munkáspárt által vezetett Greater-London Council belekezdett az ún. Fares Fair (viteldíj-racionalizálás) projektbe, melynek révén növelték a helyi önkormányzati adókat, így csökkenteni tudták a közlekedési vállalat tarifáit. A projekt kezdetben sikeres volt, hiszen a metrórendszer utasforgalma jelentősen nőtt. Ugyanakkor London Bromely (London Borough of Bromley) kerületében heves tiltakozások kezdődtek, hiszen a kerületnek nem volt metróállomása. A kerület önkormányzata nehezményezte, hogy az adóemelés nem jár előnnyel a kerületlakók számára, ezért a Legfelsőbb Bírósághoz fordult, amely kimondta, hogy az ő értelmezésük szerint egy 1969-ben elfogadott törvény alapján az adóemelés jogtalan volt. Döntésük értelmében az említett törvény rendelkezik arról, hogy a közlekedési társaságnak terveznie kell annyival előre, amennyivel csak tud. A bíróság döntése folytán a Fares Fair projektet megsemmisítették, amely a viteldíjak árának 100%-os emelkedéséhez, továbbá az utasforgalom visszaeséséhez vezetett 1982-ben. A kitört botrány sürgette a Margaret Thatcher által vezetett konzervatív kormányt, hogy a közlekedési társaságot kivegyék a GLC hatásköre alól. Ez a lépés előhírnöke volt a GLC 1986-os feloszlatásának.
Ugyanakkor ebben az időszakban következett be a háborút követő évtizedek legnagyobb befektetése, amikor megnyitották a gondosan megtervezett Victoria vonalat. A Victoria egy északkelet-délnyugat irányú vonal London belvárosa alatt, melynek építésekor központosított jelzőrendszert, valamint automata szerelvényeket helyeztek üzembe. A vonalat szakaszosan nyitották meg 1968 és 1971 között. A Piccadilly vonalat meghosszabbították a Heathrow Repülőtérig 1977-ben, valamint a Jubilee vonalat megnyitották 1979-ben, amely részben a Bakerloo nyomvonalát használta, illetve új alagutat kapott a Baker Street és Charing Cross között. Egyetlen fontos momentuma maradt a díjak racionalizálása iránti törekvésnek, mégpedig a jegyek zónarendszer szerinti bevezetése, ami mind napjainkig használatos.

### Transport for London

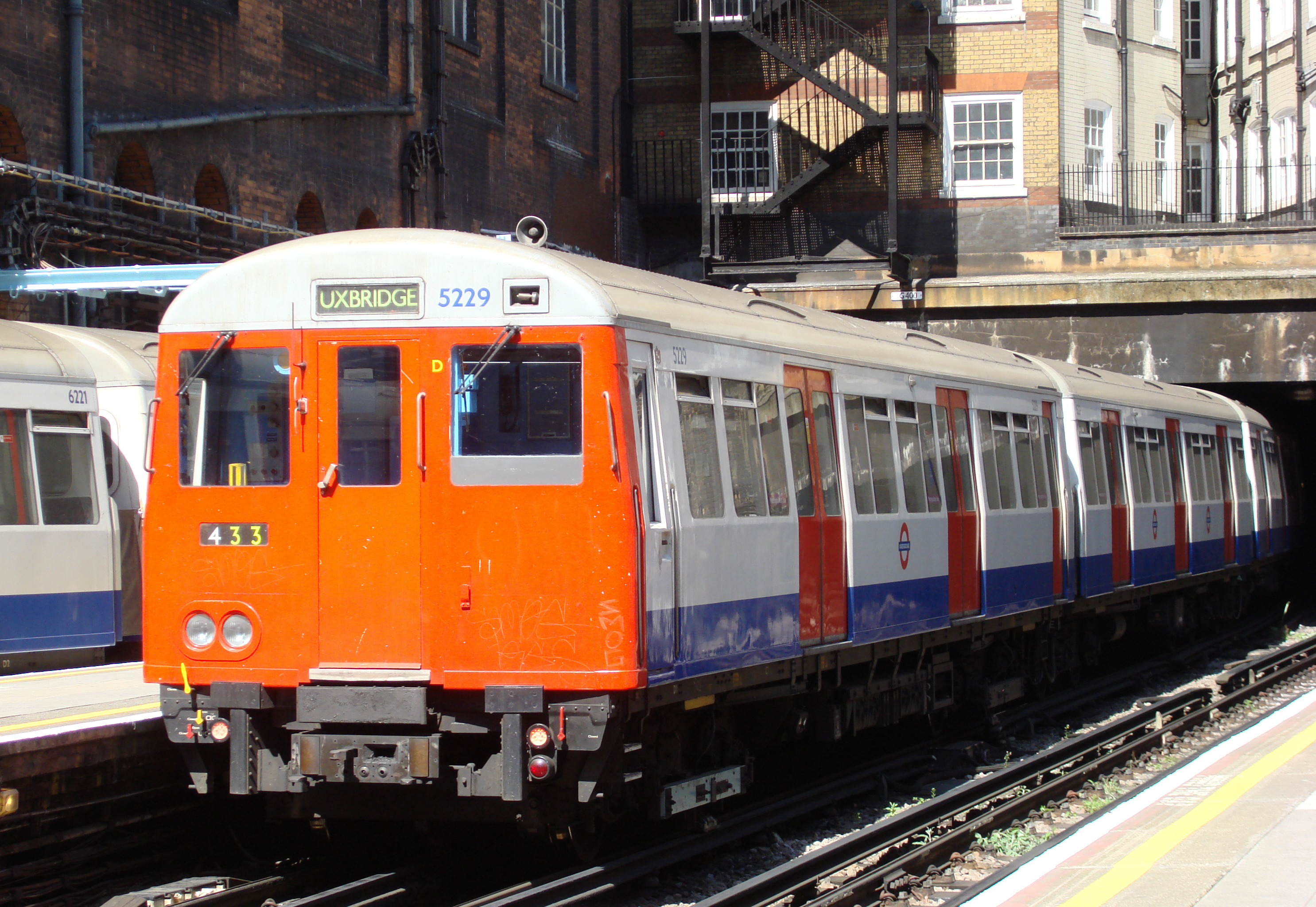
A Metropolitan vonalán üzemelő "A" típusú szerelvény

A Transport for Londont (TFL, Londoni Közlekedési Vállalat) 2000-ben alapították, integrált szervezetként London tömegközlekedését szervezi, irányítja. Jogelődje a London Regional Transport volt (London Körzeti Közlekedési Vállalat). A metró felügyeletét ellátó London Underground Ltd 2003 óta tartozik a hatáskörébe. A TFL része a Greater London Authoritynek (London önkormányzata), melynek alapítását törvény írta elő, működését pedig a helyi önkormányzat pénzügyi szabályzata rendezi. Három leányvállalata van: London Transport Insurance, TFL Pension Fund Trustee Co. Ltd, és a Transport Trading Ltd (TTL). A TTL további hat leányvállalattal rendelkezik, melyeknek 100%-os tulajdonosa, ezek közül egyik a London Underground Limited. A TFL igazgatótanácsa a főpolgármesternek (Mayor of London) tartozik számadással. A főpolgármester döntési körébe tartozik a közlekedésrendszer összetétele, valamint a viteldíjak (tarifák) mértéke. Ugyanakkor a vállalat mindennapos vezetése az önkormányzati megbízott (commissioner) feladata. Ezt a posztot jelenleg Peter Hendy tölti be.
A főpolgármester feladata az összevont közlekedés-stratégia kidolgozása, és ebben egyeztet a London önkormányzatával (Great London Authority), a közlekedési vállalattal (TFL), a helyi , azaz kerületi önkormányzatokkal (local councils), illetve más a döntések szempontjából kompetens szervekkel. Ugyancsak a főpolgármester felelős a TFL költésgvetéséért, melyet azonban a GLA hagy jóvá, vagy vizsgál felül. A társaság panaszkezelését a London TravelWatch szerv látja el, amit az önkormányzat delegál.

## Infrastruktúra

### Vonalak és állomások
A metrórendszernek jelenleg 11 vonala van.
| Bakerloo line | Barna      | 1906  | 1906      | Mélyrétegű/fúrt | 23,2 | 25 | 1972 | New Tube for London | 104 000 |
| Central line | Piros      | 1900  | 1900      | Mélyrétegű/fúrt | 740  | 49 | 1992 | New Tube for London | 199 000 |
| Circle line | Arany      | 1884  | 1949      | Földalatti      | 22,5 | 26 | S7   | n/a                 | 74 000  |
| District line | Zöld       | 1868  | 1868–1905 | Földalatti      | 640  | 55 | S7   | n/a                 | 188 000 |
| Hammersmith & City line | Rózsaszín  | 1863  | 1988      | Földalatti      | 26,5 | 26 | S7   | n/a                 | 50 000  |
| Jubilee line | Ezüst      | 1979  | 1979      | Mélyrétegű/fúrt | 36,2 | 25 | 1996 | n/a                 | 127 584 |
| Metropolitan line | Sötétlila  | 1863  | 1863      | Földalatti      | 66,7 | 35 | S8   | n/a                 | 58 000  |
| Northern line | Fekete     | 1890  | 1937      | Mélyrétegű/fúrt | 580  | 48 | 1995 | n/a                 | 206 987 |
| Piccadilly line | Sötétkék   | 1906  | 1906      | Mélyrétegű/fúrt | 710  | 52 | 1973 | New Tube for London | 176 177 |
| Victoria line | Világoskék | 1968  | 1968      | Mélyrétegű/fúrt | 210  | 16 | 2009 | n/a                 | 174 000 |
| Waterloo & City line | Kékeszöld  | 1898† | 1898      | Mélyrétegű/fúrt | 2,5  | 2  | 1992 | New Tube for London | 9 616   |
| *Ahol dátum található, az a jelenleg használt szerelvény üzembehelyezésének idejét jelenti \| † 1994 előtt a the Waterloo & City line a British Rail, valamint elődei üzemeltetése alatt állt. |            |       |           |                 |      |    |      |                     |         |

## Állomások

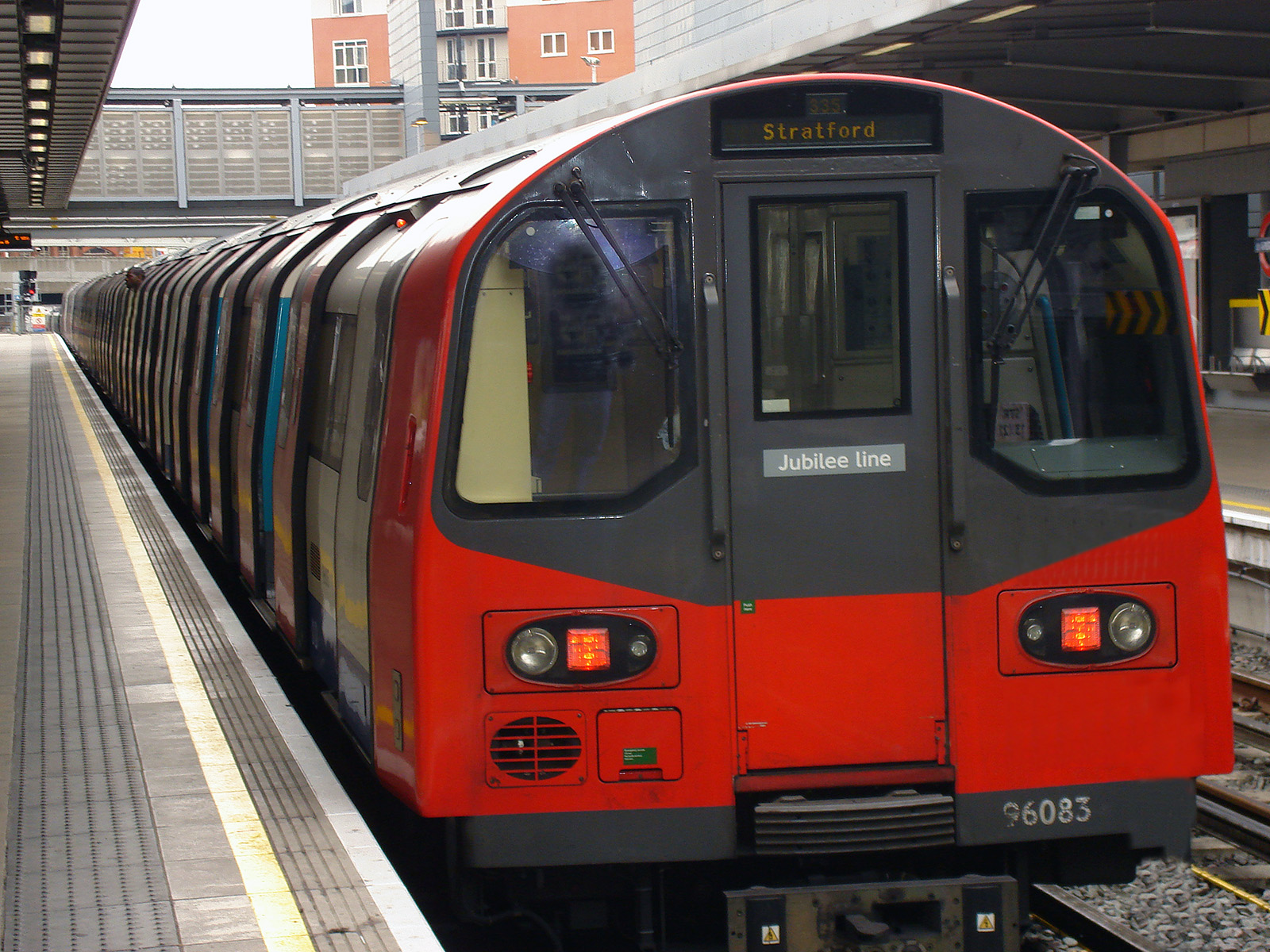
A Jubilee line vonalán üzemelő 1996-os típusú szerelvény

A 268 állomás közül tizennégy helyezkedik el Nagy-Londonon kívül, ezek közül pedig öt az M25-ös autópálya-körgyűrűn is túl fekszik (Amersham, Chalfont & Latimer, Chesham, Chorleywood, Epping).
London 32 kerülete közül hatnak nincs kapcsolata a metrórendszerrel.
A metróvonalak építésük módszere szerint földalattik (kéregvasút) vagy mélyrétegűek (fúrt technológiával készült). A földalatti vonalak az ún. cut-and-cover technológiával készültek átlagosan 5 méter mélységben a földfelszínhez képest, mindkét irányba közlekedő szerelvények azonos alagútban haladnak.
A mélyrétegű vonalakat alagútpajzs technológiával építették átlagosan 20 méter mélységben a földfelszínhez képest, mindkét irányba közlekedő szerelvényeknek külön alagutat fúrtak, melyek átmérője helyenként mindössze 3,56 méter. A kéregvasút jellegű vonalak alagútjainak belmagassága jelentősen nagyobb. Mindkét típusú metróvonalak jellemzően felszíni pályákban végződnek, azaz csak a város belső területein haladnak föld alatt.
Míg a mélyrétegű vonalak saját pályán haladnak, addig a kéregvasút jellegű vonalakon a szerelvények esetenként megosztott pályán haladnak (pl. a Distric és Circle line szerelvényei Edgware Road és Tower Hill állomások között azonos pályán haladnak). Ez a rendszer hasonlatos a New Yorkban található rendszerhez, ahol eltérő vonalhoz tartozó szerelvények megosztott (közös) pályán haladnak.

### Szerelvények és villamosítás

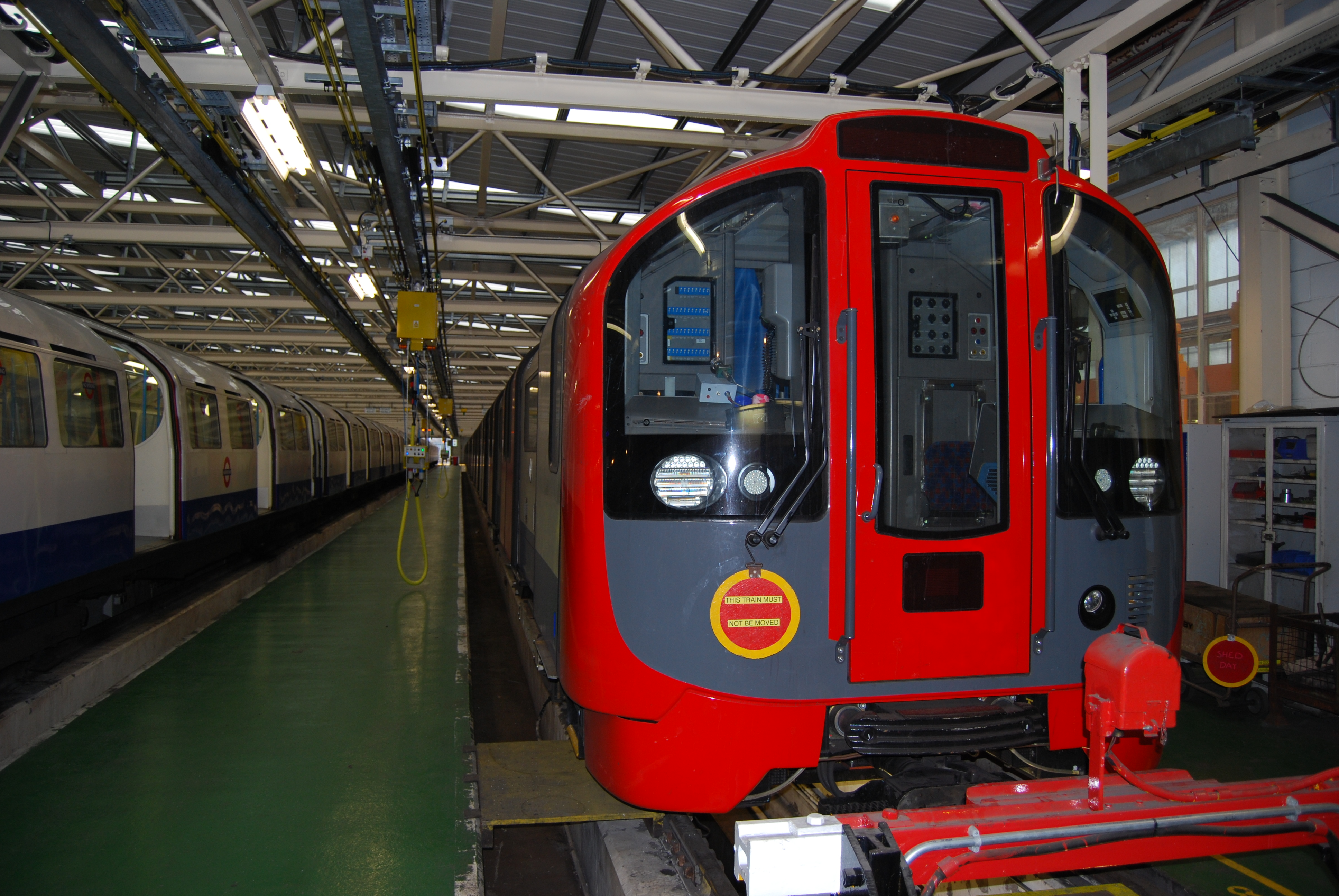
A Victoria line vonalán 2009 típusjelzéssel üzembehelyezett szerelvény

A metrórendszer 1960 és 2005 között gyártott szerelvényeket üzemeltet. A földalatti vonalakon használatos szerelvények típusneve rendszerint egy betűvel kezdődik (pl. Metropolitan vonalon „A” típusú kocsik használatosak), míg a mélyrétegű vonalakon üzemelő kocsik típusa megegyezik a gyártásuk évszámával (pl. a Jubilee line 1996 típusú kocsikat üzemeltet). Minden metróvonal meghatározott típusú kocsikat használ a District vonal kivételével, hiszen ott „C” és „D” típusok futnak. Pillanatnyilag két vonal szerelvényeinek a cseréje zajlik, így a Metropolitan vonalon az „A” típusú kocsikat „S”-re cserélik, valamint a Victoria vonalon az 1967-es gyártású kocsikat 2009-es gyártásúakra cserélik.
A londoni metrórendszer azon kevesek egyike a világon, amely „négysínű” hálózattal rendelkezik. Ez azt jelenti, hogy a fő sínpályán felül (amelyen a szerelvények futnak) további két sín fut párhuzamosan (egy a sínpálya külső részén +420 V egyenárammal, egy másik pedig középen -210V egyenárammal) amelyek az áram vezetésére szolgálnak. A két kisegítősín együttes feszültsége 630 V. Ahol a metróvonal pályája egyesül a hagyományos vasúti szerelvények pályájával, a szélső sín +630 V feszültségű egyenáram, míg a közbenső sín 0 V feszültségű.

### A legkevésbé kihasznált állomások
1. Central: Roding Valley (kb 370.000 utas/év)
2. Metropolitan: Chorleywood (kb. 750.026 utas/év)
3. Piccadilly: North Ealing (kb. 827.387 utas/év)
4. District: Upminster Bridge (kb 1,1 millió utas/év)
5. Bakerloo: South Kenton (kb. 1,2 millió utas/év)
6. Northern: Mill Hill East (kb. 1,3 millió utas/év)
7. Circle / Hammershmith & City: Goldhawk Road (kb. 2,14 millió utas/év)
8. Jubilee: Canons Park (kb. 3,07 millió utas/év)
9. Victoria: Blackhorse Road (kb. 9 millió utas/év)

## Utazás

### Jegyek
A metrórendszer tarifáinak megállapítása az 1979-ben meghatározott zónák figyelembevételével történik. Nagy-Londont 6 zónára osztották, melyek közül az 1-es zóna a legbelső, London belvárosát jelenti, megközelítőleg a Circle vonala határolja, a 6-os zóna pedig a legkülső zóna, ide tartozik többek között a Heathrow repülőtér is.
A Metropolitan vonalán ezen kívül további három zóna található (7-9), melyek Nagy-London területén kívül helyezkednek el.

### Travelcard

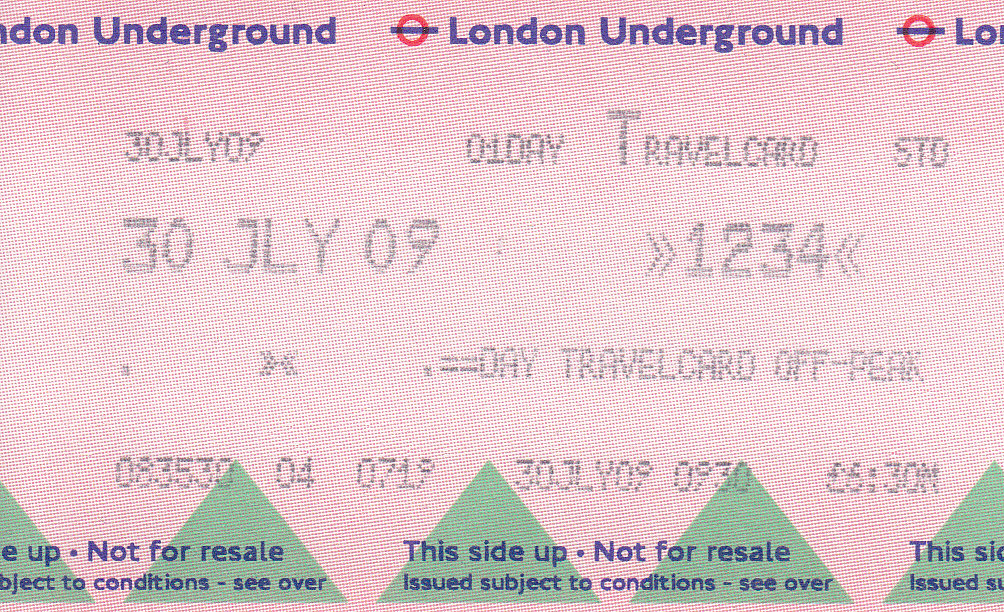
Egynapos Travelcard

A Travelcard egy mágnescsíkkal ellátott papír-kártya. Korlátlan számú utazásra használható a metrórendszerben, a London Overground járművein, a DLR (Docklands Light Railway) járművein, a croydoni villamos-hálózatban, a buszokon, valamint Nagy-London területén belül a vasúti közlekedésben.
A Travelcard ára az utazás során érintett zónáktól függ. Határozott időtartamra szól, amely lehet egy nap, de lehet akár egy év is. Megvásárolható a TFL és az állami vasúttársaság jegyárusító helyein, valamint azok ügynökeinél (metroállomások automatáiban, metróállomások jegypénztárában, újságárusnál).
Jellemzően a metróállomásokon többféle automata üzemel. Némelyik csak készpénzt fogad el (érme és bankjegy), némelyik pedig bankkártyát is (betéti és hitelkártya). Új típusú automaták azonban többnyire csak bankkártyás fizetésre használhatók. Az automaták többsége érintőképernyős. A készpénzt elfogadó automaták nem pontos összeg esetén visszaadnak.

### Oyster card

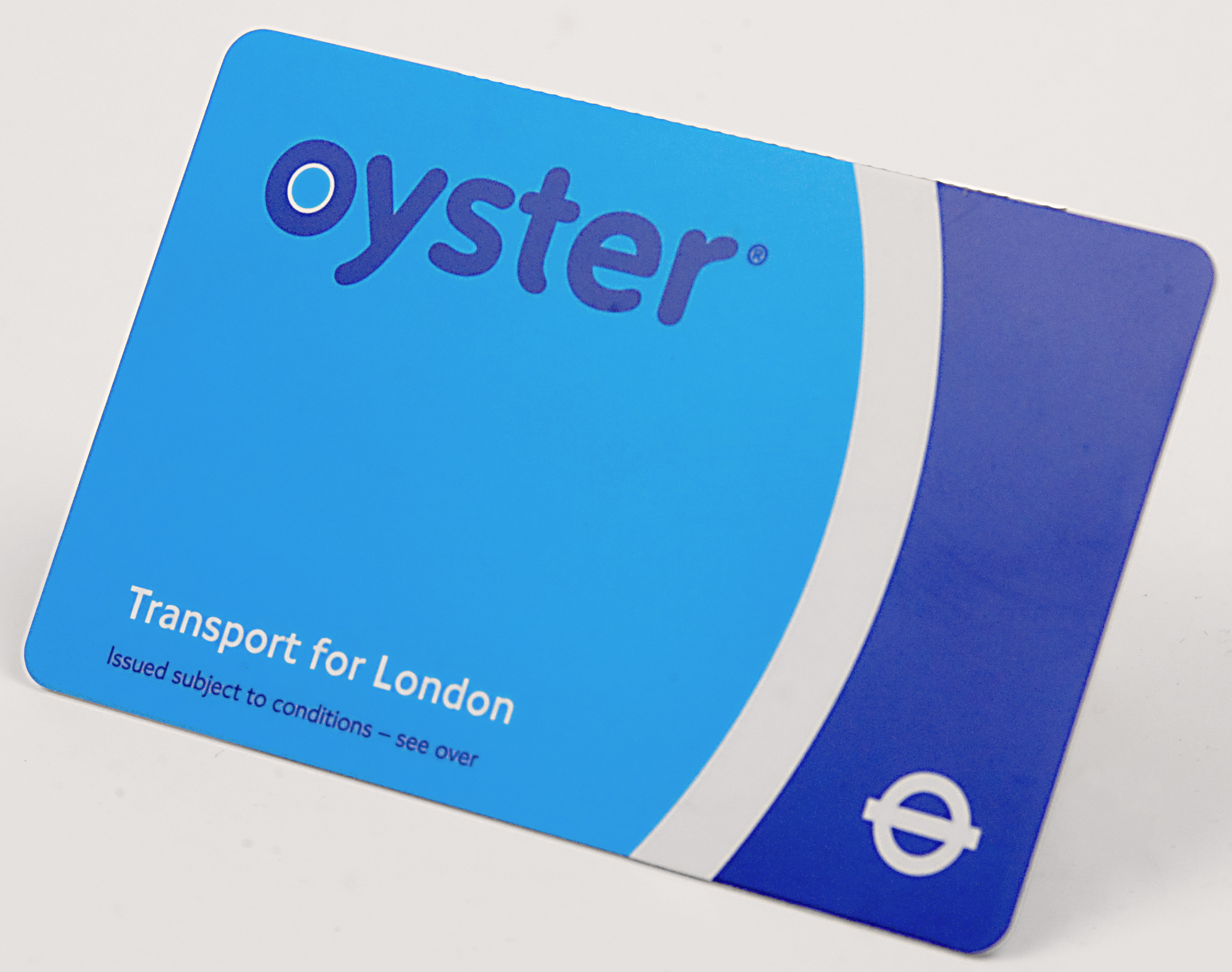
Oyster kártya

2003 júliusában a TFL bevezette az Oyster okoskártyát, amely rádiófrekvenciás azonosítással (RFID) kommunikál az olvasóegységgel egy beépített chip révén (tehát nem mágnescsíkos), és utazáskor fizetőeszközként szolgál. Területi felhasználhatósága megegyezik a Travelcard esetén említettekkel. Olcsóbb a hagyományosan vásárolt jegyeknél, a közlekedési társaság igyekszik ösztönözni az utasokat, hogy térjenek át az Oysterre, amellyel jelentős összeget lehet megspórolni.
Az Oyster kártyára előzetesen bankkártya segítségével pénzösszeg tölthető az arra alkalmas terminálokon (metróállomások), valamint internetes regisztrációt követően akár automatikus feltöltés is beállítható a bankkártya terhére (pl. 5 font egyenleg alatt automatikusan 20 font összeggel feltölt).

### Pótdíjak
Az automata jegyellenőrzőkapukon felül a TFL egyenruhás és utcai viseletű (civil) ellenőrei figyelnek az esetleges „bliccelőkre”. Az érvényes jegy nélkül utazók 80 font (21 napon belüli utófizetés esetén 40 font) pótdíjat kötelesek fizetni, valamint egy 1889 ben elfogadott Vasúti Személyszállításról rendelkező törvény értelmében büntetőeljárást kezdeményezhetnek ellenük viteldíj kikerülés (fare evasion) miatt. A törvény értelmében a büntetés akár 1000 font vagy három havi szabadságvesztés lehet! Azon Oyster kártya birtokosok esetén, akik az utazás megkezdésekor nem érintik a kártyájukat az olvasóhoz, a napi legmagasabb viteldíjat számolja fel a rendszer, amely 4 font (néhány vasútállomáson 5 font) összegű. Továbbá azon Oyster kártya birtokosok, akik az utazás megkezdésekor nem érintették a kártyájukat az olvasó terminalhoz, és az utazás során a jegyellenőr kézi olvasókészülékével az utazást érvényesítik 80 font (21 napon belüli utófizetés esetén 40 font) pótdíjat kötelesek fizetni. Az ő esetükben a rendszer eltekint a maximális 4 font tarifától, hiszen a jegyellenőr a kézi olvasókészülékével lezárja az utazást.
Míg az utazásra vonatkozó üzletszabályzat a hagyományos Travelcard tulajdonosokat arra kötelezi, hogy az utazás megkezdésekor és annak befejezésekor a kártyájukat érvényesítsék, addig az Oyster kártyával rendelkező utasoknak, akik rendelkeznek érvényes „virtuális” Travelcarddal nem kell pótdíjat fizetniük. Mind az utazásra vonatkozó üzletszabályzat, mind pedig az 1999-ben Nagy-London Önkormányzata által elfogadott 17. rendelet felmenti a pótdíjfizetés alól azon utasokat, akik megfizették a helyes viteldíjat.

### Késések
Az Információszabadság Törvénye (Freedom of Information Act) rendelkezései alapján készített statisztikák alapján egy átlagos ingázó 2006 során a Metropolitan vonalon 10 órát és 25 percet vesztegetett el a járatkésések miatt. (A statisztika eltekint a lekésett csatlakozásoktól.) 2006. szeptember 17. és 2006. október 14. között 211 járat késett átlagban több, mint 15 percet. Az utasoknak jogában áll visszakérni a viteldíj árát amennyiben a járatuk legalább 15 percet késik a TfL-nek felróható okok miatt.

### Üzemidő
A metró nem közlekedik 24 órás üzemidővel (kivéve a NightTube üzemelésekor, szilveszter éjszaka és nagyobb állami ünnepekkor, például 2002-ben a Királynő Aranyjubileuma idején, vagy a 2012-es Londoni Olimpia nyitó és záróünnepsége idején) mivel a legtöbb vonal csak egy-egy sínpárral rendelkezik és a szükséges takarítási, valamint karbantartási munkálatok elvégzése üzemidőn kívül történik.
Az első szerelvények nagyjából reggel háromnegyed ötkor indulnak, jellemzően ezek a csak szakaszjáratok, tehát nem a vonal teljes hosszán közlekednek (pl. a Piccadilly vonalon Osterley és Heathrow repülőtér között). A teljes vonalon közlekedő szerelvények 5.30-kor indulnak és hajnali egy óráig közlekednek. Ellentétben például a New York-i metróval a londoni rendszerben csak kevés szakaszon található harmadik vagy negyedik vágány is, ahol a szerelvények zavartalanul közlekedhetnek pályakarbantartás idején. Mostanában gyakoriak a hétvégi részleges vagy teljes lezárások a metróvonalakon korszerűsítési, illetve felújítási munkálatok miatt.

### Night Tube
A Night Tube nevű szolgáltatáson belül öt metróvonal teljesít szolgálatot (Central, Jubilee, Northern, Piccadilly, Victoria) amelyek a péntekről szombatra, és a szombatról vasárnapra virradó éjszakákon közlekednek. A Central csak az Ealing Broadway-Loughton és a(z) (Ealing Broadway-)White City-Haianult ágon, A Jubilee a teljes vonalon, a Northern a Morden-Edgware és a Morden-High Barnet útvonalon a Charing Cross ágon (a Bank ágon éjszaka nem közlekednek a metrók, valamint Mill Hill East felé sem), a Piccadilly a Cockfosters-Heathrow Terminal 5 viszonylaton (a Heathrow Terminal 4 megállót éjszaka nem érintik a metrók), és a Victoria line-on is teljes vonalon közlekednek a szerelvények a fentebb említett időpontokban. Az átlagos várakozási idő ebben az időszakban 8-20 perc egyes szakaszokon.

## Fordítás
- Ez a szócikk részben vagy egészben  a   London Underground című angol nyelvű Wikipédia-szócikk fordításán alapul.  Az eredeti cikk szerkesztőit annak laptörténete sorolja fel. Ez a jelzés csupán a megfogalmazás eredetét és a szerzői jogokat jelzi, nem szolgál a cikkben szereplő információk forrásmegjelöléseként.